# Dimboholm
Dimboholm är ett gods i Dimbo socken, Vartofta härad, Tidaholms kommun.
Dimboholm tillhörde före 1790 Dimbo kungsgårds säteri, som sedan 1600-talet tillhört ätterna Brahe, Gyllenstierna, von Mentzer, Rubeck. Det ägs från 1863 av släkten Brisman.